# Злочини четника у Другом светском рату
Југословенска војска у отаџбини (четници, односно Равногорски покрет) био је у стању непријатељства према партизанима, односно НОВЈ. Током непријатељстава четници су кршили правила рата и Женевску конвенцију према припадницима НОВЈ заштићеним обичајима и правима рата и Женевском конвенцијом.
Руководство Равногорског покрета придавало је посебан значај борби против НОВЈ, па је водило смишљену пропаганду кампању у циљу ширења антикомунизма и јачања мржње према комунистима.
Злочини су били спонтани (из мржње) и организовани (по наређењу). У документацији се налази већи број наређења која налажу од подређених чињење ратних злочина. Злочини су били прихваћена пракса - постоје бројни документи који сведоче да су злочини и починиоци били познати одговорним командама, које у правилу нису реаговале против ових појава. У бројним извештајима надређеним командама злочини се отворено признају и описују.
Равногорски покрет такође је био великосрпски. У складу с овим такође је вођена пропагандна кампања подстицања мржње и осветољубивости према Хрватима и муслиманима (данашњим Бошњацима).

## Ратни злочини и кршења обичаја рата према припадницима других војски и покрета

### Злочини према заробљеницима
Ликвидације заробљених припадника НОВЈ вршене су на редовној основи. Велики број четничких извештаја о сукобима отворено признаје ликвидације заробљеника. На пример,
ОБАВЕШТЕЊЕ КОМАНДАНТА МАЈЕВИЧКОГ КОРПУСА ОД 24. ДЕЦЕМБРА 1943. КОМАНДАНТИМА СЕМБЕРСКЕ И МАЈЕВИЧКЕ БРИГАДЕ:
... Милош (Еркић, командант Тузланске бригаде) је заробио 25 партизана, а 24 убио на лицу места...
КЊИГА ПРИМЉЕНИХ ДЕПЕША ШТАБА ДРАЖЕ МИХАИЛОВИЋА:
17. децембра 1943 год. Бр. 12.425 од Хе Хе (мајор Радослав Ђурић). Бр. 486 од 14-XII-1943. Командант другог косовског корпуса извештава: Издајника поручника Радуловића са његовом групом смо разбили.14 Борбу је водила друга Студеничка бригада код села Гумништа, где је убијен 21 партизан и 9 заробљених.
Бр. 1011 од Би-Би (мајор Радомир Цветић, командант Јаворског корпуса). Бр. 47 од 21-I-1944. — По исказу заробљеника овде је била друга пролетерска дивизија из корпуса Пеке Дапчевића, који има три дивизије. Ову дивизију сачињавали: друга Далматинска и друга пролетерска са по 800 људи и Шумадијска бригада са 400. Укупно 2.000. Имају доста бацача и аутомата, али мало муниције. У Негбини придружило им се 8 Енглеза од Кесеровића са пук. Сајцом и радио станицом. Последњи делови су им у Негбини, а главнина у Клеки. Много рањених помрло им у путу. Ми смо заробили 16 и заклали без преког суда.
Такође постоје упутства и наређења надређених команди која налажу систематичност и суровост у ликвидацији заробљеника.

### Злочини према медицинским установама и особљу
Постоје и примери уништавања партизанских болница од стране четника. Један од њих је следећи:
Од свог јатака из сеоцета Крчана с Пљешевице, југоисточно од Удбине, Обрада Радочаја, сазнао је да је у 16 кућа тог села смјештено око 90 тешких рањеника. Ти рањеници су за вријеме операције „Моргенштерн“ били десетак дана у јами, под земљом, с петнаест болничарки. Дјевојке, махом скојевке, из Курјака и околних села из подземне болнице су рањенике на рукама пренијеле у Крчану. Група партизана — болничка стража — бдјела је на Трновој пољани, чувајући прилаз Крчани од Лапца преко Кука и Висућа. Лукица Поповић је на то био упозорен, па је четнике довео заобилазним путем. Упали су у Крчану око 10 сати 2. јуна. Заклали су 36 рањених партизана. Жене и старци из Крчане су на брзину сакрили 56 рањеника. Четрнаестогодишња Пера Радочај је легла на неколико рањеника, и тако их спасила. Лукица Поповић је знао да је дјевојчица болесна, па није извршио преметачину. У Крчани су убијена и два лекара, др Јосип Кајфеш и др Зупе. У кући четничког шпијуна Обрада Радочаја заклан је тешко рањени комесар 8. дивизије НОВЈ Алекса Бацковић.
Војвода Момчило је похвалио Лукицу Поповића, а три мјесеца касније уручио му је писмено признање о одликовању Обилићевом звијездом." (Јово Поповић: Поп издаје)

## Ратни злочини и злочини против човечности према цивилима осумњиченим за везу са другим војскама и покретима
Четници су примењивали терор према цивилима као казну за подршку партизанима или у циљу застрашивања ради спречавања евентуалне подршке партизанима. Терор је често обухватао и чланове породица осумњичених, а повремено и децу. Овакав теренски рад сматрали су неизоставним делом своје борбе против комунизма не мање важним од борбе са војним јединицама НОВЈ. Нарочито су сматрали важним „чишћење терена“ након што би окупаторске јединице поново заузеле неку претходно ослобођену територију. Примена терора била је масовна и регуларна. Два примера из докумената описују како је то изгледало:
- КЊИГА ПРИМЉЕНИХ ДЕПЕША ШТАБА ДРАЖЕ МИХАИЛОВИЋА:
Бр. 13.007 од Георгија, (потпуковник Милутин Радојевић, делегат Драже Михаиловића за подручје Јабланице и Топлице) Бр. СС 58 од 28 - XII-1943. Због тога што српски изроди помажу пролетаријатски олош у појединим селима наредио сам уништење целих породица, паљење домова и целих села, тамо, где партизани налазе своја упоришта. Овако сам наредио зато, што губимо цвет наших националиста због изрода нашег рода.
У другој половини децембра 1943. јужно од Београда по наређењу Драже Михаиловића проведена је акција чишћења комуниста. Координатори акције били су пуковник Јеврем Симић - Дршка, генерални инспектор четничких одреда и Никола Калабић, командант Корпуса горске гарде. Након што су 26. новембра 1943. потписали споразум са Немцима о примирју и сарадњи на додељеним територијама, извршили су концентрацију јединица и отпочели такозвано „чишћење терена“. На ову акцију односи се следеће Михаиловићево наређење командантима.
КЊИГА ПОСЛАТИХ ДЕПЕША ШТАБА ДРАЖЕ МИХАИЛОВИЋА:
Сегед, Киш (Живан Лазовић, командант Смедеревског корпуса), Рас-Рас (Никола Калабић), Дог-Дог и Ромел. Наш авалски корпус са срезовима Гроцка, Врачар, Умка спава дубоким сном. На свим областима у непосредној близини Београда, накотили су се комунисти и њихови симпатизери. Наређује се командантима, и то: мајору Михаилу Јовановићу, капетану Лазовићу, капетану Николи Калабићу, даље Комарчевићу и рудничком корпусу да најенергичније са југа на север... чистећи успут и све срезове, нарочито срез космајски, нарочито је важно што пре очистити срезове Гроцка и Умка. У исто време честитам чин капетана Живојину Лазовићу и Николи Калабићу. Указ је извршио 1. децембра, а биће унапређења још за заслуге. О предузетим акцијама извештавати стално и остале.
Током ове акције припадници Смедеревског корпуса под командом Живана Лазовића током 20. и 21. 12. убили су 72 цивила у селу Вранић, од чега 9 деце између 5 месеци до 12 година старости.
Након акције Михаиловић шаље депешу у којој се осврће на ову акцију:
КЊИГА ПОСЛАТИХ ДЕПЕША ШТАБА ДРАЖЕ МИХАИЛОВИЋА:
18. јануара 1944. под бројем 546 до 548 за Доб-Доб и Ком-Ком. Страховита неактивност код старешина авалског корпуса. Живан Лазовић мора да дође да би показао шта се може да уради.
Види још:
- Масакр у Вранићу децембра 1943.
- Четнички масакр у Друговцу 29. априла 1944
- Злочини четника у чачанском крају

## Масовни ратни злочини, злочини против човечности и злочин геноцида према припадницима других етничких група
У оквиру својих планова за преуређење Југославије после рата, четници су имали планове етничког чишћења одређених области. Ове планове је врховна команда дистрибуирала потчињеним командама у виду инструкција (видети Викиизворник)
Злочини против припадника других етничких и верских заједница могу се поделити у две основне групе:

### Спонтане одмазде
У првој фази устанка забележени су случајеви спонтаних одмазди устаника над цивилима различите етничке и верске припадности. Тако су, на пример, почетком септембра 1941. херцеговачки и црногорски устаници поубијали су на Берковићима и Трусини 526 муслиманских цивила из оближњих села свих старосних доби. Од тога је 365 бачено у јаму. (Саво Скоко, Покољ херцеговачких Срба '42.)
Овакви случајеви забележени су током 1941. и прве половине 1942. широм Босне и Херцеговине, а у мањој мери и на територији Србије и Хрватске.

### Спорадични злочини
Спорадични злочини појављивали су се у ситуацијама кад су формације ЈВУО пролазиле из оперативних потреба кроз области настањене несрпским становништвом. Ови покрети и дејства по правилу су праћени убиствима цивила, силовањима, пљачкама и уништавањем имовине.
Учествујући у италијанској операцији АЛБИА на Биокову између 29.8. и 3. 9. 1942. херцеговачки четници под командом Петра Баћовића вршили масовни терор над цивилима хрватске националности у зони операције. Баћовић описује ове активности у извештају Михаиловићу од 5.9.1942.:
... Накнадно додајем у вези одласка наше казнене експедиције у Љубушки и Имотски, да су наши четници... између Љубушког и Вргорца, одерали жива три католичка свештеника. Наши четници убијали су све мушкарце од 15 година на више. Жене и деца испод 15 година нису убијана. 17 села је потпуно спаљено...
Учествујући у италијанској операцији АЛФА у долини Раме херцеговачки четници под командом Петра Баћовића су према извештајима италијанског обавештајца и према званичницима НДХ убили између 650 и 700 муслимана хрватске и муслиманске етничке припадности.
1. и 2. октобра 1942. група четника под командом Мане Роквића (један батаљон Динарске дивизије према италијанском извештају) учествовала је у, од Италијана организованој, акцији одмазде над цивилима у Пољичком селу Гата и околним селима. Том приликом убијено је око 120 цивила хрватске народности. Поручник Ђорђе Николић, командант пука „Краљ Александар“ Динарске дивизије о томе извештава Михаиловића 11.12.1942.:
Крајем септембра месеца Мане Роквић на захтев Команде Талијанске Дивизије „Сасари“ чијој се власти једино и покоравао, предузме акцију против хрватских села изнад Сплита и Клиса ка Сињу. Како је у изгледу била добра пљачка успео је да сакупи око 120 бораца вичних њему — све саме арамије — и пође у акцију.

Како је доцније сам причао и отворено се хвалио, успео је да спали 19 хрватских села и да побије сав народ — говорио је да је само у једном селу запалио школу заједно са свима ђацима и учитељима... Због предњег тражили смо да се Мане Роквић искључи из организације као апсолутно штетан. Уместо тога долази декрет о његовом унапређењу у чин четничког војводе, а унапређен је на предлог капетана Иванишевића...

### Систематски злочини са карактеристикамагеноцида
Равногорски идеолози предвидели су потребу етничког чишћења одређених области ради консолидовања етничке српске територије као основе будуће Југославије. Ово етничко чишћење требало је да буде спроведено „у погодном моменту“. Један од бројних докумената који сведоче о овом плану је Михаиловићева писмена „инструкција“ Павлу Ђуришићу Стр. пов. бр. 370 од 20. децембра 1941. године, у којој пише:
Циљеви наших одреда јесу:
1. Борба за слободу целокупног нашег народа под скиптром Његовог Величанства Краља Петра II.
2. Створити велику Југославију и у њој велику Србију, етнички чисту у границама Србије — Црне Горе — Босне и Херцеговине — Срема — Баната и Бачке.
3. Борба за укључење у наш државни живот и свих још неослобођених, словеначких територија под Италијанима и Немцима (Трст — Горица — Истра и Корушка) као и Бугарске, северне Албаније са Скадром.
4. Чишћење државне територије од свих народних мањина и ненационалних елемената.
5. Створити непосредне заједничке границе између Србије и Црне Горе, као и Србије и Словеначке чишћењем Санџака од Муслиманског живља и Босне од Муслиманског и Хрватског живља...

Карактеристичан „погодни моменат“ руководство ЈВУО уочило је и искористило у јануару и фебруару 1943. У том периоду проведене су опсежне операције геноцида и етничког чишћења у источној Босни и Санџаку у координацији мајора Захарија Остојића, начелника штаба истуреног одељења врховне команде ЈВУО. У операцијама су учествовале трупе Павла Ђуришића и Војислава Лукачевића. Након операције Ђуришић је у извештају Михаиловићу написао:
Начелнику штаба Врховне команде. — Акција у Пљеваљском, Чајничком и Фочанском срезу противу муслимана извршена је.
Операције су изведене тачно по наређењу и издатој заповести. Напад је почео у одређено време. Сви команданти и јединице извршили су добијене задатке на опште задовољство. Сва муслиманска села у три поменута среза су потпуно спаљена да ниједан њихов дом није остао читав.
Сва имовина је уништена сем стоке, жита и сена. Наређено је и предвиђено прикупљање људске и сточне хране у одређеним местима, за стварање магацина резервне хране и исхрану јединица које су остале на терену ради чишћења и претресања терена и шумовитих предела, као и ради спровођења и учвршћивања организације на слободној територији.
За време операција се приступило потпуном уништавању муслиманског живља без обзира на пол и године старости.
Жртве. — Наше укупне жртве су биле 22 мртва од којих 2 несрећним случајем и 32 рањена.
Код муслимана око 1.200 бораца и до 8.000 осталих жртава: жена, стараца и деце.
За време почетних операција, муслимани су се дали у бекство ка Метаљци, Чајничу и реци Дрини. На Метаљци је нашао склониште мали део становништва. У Чајничу се рачуна да има до 2.000 избеглица, а један део је успео да умакне преко Дрине пре него што су одређене јединице извршиле пресецање могућих одступних праваца на том сектору. Све остало становништво је уништено.

Морал код муслимана био је такорећи срушен. Завладала је епидемија страха од наших четника, тако да су били просто изгубљени...
Убрзо су међутим, крајем марта и током априла, снаге НОВЈ протерале ЈВУО са овог подручја. У каснијој фази је немачка команда којој је било стало подједнако до сарадње и са ЈВУО и са муслиманским квислинзима, издејствовала обустављање оваквих операција. Равногорски планери и идеолози одложили су их за крај рата. Драгиша Васић о тој могућности писао је у свом писму Михаиловићу из априла 1942. следеће:
У погледу тачке под II б), где се говори о томе да је потребно запоседнути територију одмах, и пре него се ико прибере ишчистити од страног елемента, мислим да нам ово питање не мора задавати много бриге. Памтим врло добро стање у коме се Европа налазила после прошлог рата. Ратујуће државе биле су толико заузете својим бригама, да ни једна, тако рећи, није могла водити рачуна шта друге у својим границама раде и предузимају. У првој години после прошлог рата могао се просто истребити један добар део свега нежељеног становништва, да нико ради тога и не окрене главу. Дакле, ако будемо паметни, ово питање чишћења односно пресељавања и измене становништва, неће нам бити нарочито тешко.